# Deci Paulí (cònsol 534)
Deci Paulí (llatí: Decius Paulinus) va ser l'últim cònsol romà d'Occident, ocupant el càrrec l'any 534. A partir d'aleshores la resta de cònsol van ser nomenats a Orient. A vegades se'l coneix com a Paulí el Jove per a distingir-lo de Paulí, cònsol l'any 498.

## Vida
Paulí era membre de la gens Dècia, una de les famílies més respectades i antigues de Roma. Era fill de Basili Venanci (cònsol el 508) i germà de Deci (cònsol el 529), i d'un altre germà més també cònsol.
Atalaric, rei del Regne ostrogot d'Itàlia, el va designar com a cònsol romà al setembre del 533 mitjançant una carta que posava l'accent en el prestigi de la seva família i avantpassats. A part d'aquest esdeveniment concret, no se sap gairebé res sobre la vida de Paulí, tret que va entrar al consolat a una edat primerenca.